# Барнс, Демор
Демор Барнс (англ. Demore Barnes; род. 16 ноября 1976, Торонто, Онтарио, Канада) — канадский и американский актер, известный по ролям мистера Ибиса в сериале «Американские боги», Майкла Шассо в сериале «Хемлок Гроув» и Кристиана Гарланда в сериале «Закон и порядок. Специальный корпус». Помимо этого, играл роли в сериалах «Сверхъестественное», «Трагедия в Уэйко» и «Ганнибал».

## Биография и карьера
Демор Барнс родился 16 ноября 1976 года в Торонто. В школе он был застенчивым человеком, однако, благодаря друзьям, которые убедили его выступить на мероприятии посвящённом Рождеству, Демор Барнс обрёл уверенность в том, что он умеет играть на публику.
Демор Барнс начинал свою карьеру с ролей в канадских комедийных скетч-шоу и в малоизвестных телевизионных фильмах и сериалах. С 2001 по 2002 год он играл одну из главных ролей в канадском телесериале «Партнеры», за что дважды был номинирован на премию Джемини.
После окончания сериала, Барнсу стало труднее получать роли в канадских проектах и он решился на переезд в Лос-Анджелес в 2003 году, что было трудным решением по словам актера. Демору Барнсу удалось попасть на учебу к Ларри Моссу — известному преподавателю актерского мастерства и бывшему учителю Джульярдской школы, что помогло ему отточить свое мастерство.
Уже в 2006 году Демор Барнс получил свою первую крупную роль сержанта Уильямса в сериале «Отряд Антитеррор», которую он играл до начала 4-го сезона. Эта роль принесла ему популярность и в 2009 году актер сыграл небольшую роль архангела Рафаила в трех сериях сериала «Сверхъестественное».
С 2013 по 2015 год Демор Барнс играл роль шерифа Шассо в сериале «Хемлок Гроув». В том же 2015 он появился в сериале «Флэш» в роли антагониста Томаса Хьюитта. С 2015 по 2018 год актер играл второстепенную роль в сериале «12 обезьян», основанного на одноимённом фильме Терри Гиллиама.
В 2018 году актер сыграл второстепенную роль Уэйна Мартина — члена секты «Ветвь Давидова» в мини-сериале «Трагедия в Уэйко» снятого по реальным событиям.
С 2017 по 2021 год Демор Барнс играл одну из второстепенных ролей в экранизации романа Нила Геймана «Американские боги».
С 2019 по 2021 год актер играл второстепенную роль Кристиана Гарланда в сериале «Закон и порядок. Специальный корпус». В этой же роли он появлялся в еще одном спин-оффе сериала «Закон и порядок» — «Закон и порядок. Организованная преступность».

## Фильмография

### Роли в фильмах
| Год  | Название на русском | Оригинальное название | Роль               |
| ---- | ------------------- | --------------------- | ------------------ |
| 2002 | Второй состав       | Second String         | официант           |
| 2011 | Пустошь             | The Barrens           | помощник рейнджера |

### Роли в сериалах
| Год       | Название на русском         | Оригинальное название             | Роль                                | Примечание                                |
| --------- | --------------------------- | --------------------------------- | ----------------------------------- | ----------------------------------------- |
| 2000      | Охотники за древностями     | Relic Hunter                      | Мудо                                | эпизод: The Legend of the Lost            |
| 2001      | Доктор                      | Doc                               | Эдмунд                              | эпизод: The Art of Medicine               |
| 2001—2002 | Партнеры                    | Associates                        | Бенджамин Хардуэй                   | Одна из главных ролей                     |
| 2006—2009 | Отряд «Антитеррор»          | The Unit                          | сержант Гектор «Рыба-Молот» Уильямс | Одна из главных ролей                     |
| 2010      | Грань                       | Fringe                            | агент Билл Хьюберт                  | эпизод: What Lies Below                   |
| 2009—2011 | Сверхъестественное          | Supernatural                      | Донни Финнерман/Рафаил              | 1 эпизод в 5-м и 2 эпизода в 6-м сезоне   |
| 2011      | Быть Эрикой                 | Being Erica                       | Микель Стрит                        | эпизод: Osso Barko                        |
| 2011      | Лицом к стене               | Against the Wall                  | Пол Косетти                         | эпизод: Boys Are Back                     |
| 2012      | Горячая точка               | Flashpoint                        | Фред Кэмп                           | эпизод: We Take Care of Our Own           |
| 2012      | Тринадцатый                 | XIII: The Series                  | Мартин Рейнольдс                    | Второстепенная роль в 2-м сезоне          |
| 2012      | Перевозчик                  | Transporter: The Series           | Леон                                | эпизод: Hot Ice                           |
| 2013      | Ганнибал                    | Hannibal                          | Тобиас Бадж                         | 2 эпизода в 2-м сезоне                    |
| 2013      | Читающий мысли              | The Listener                      | Райан Тернер                        | эпизод: The Illustrated Woman             |
| 2013      | Тайные связи                | Covert Affairs                    | врач скорой помощи                  | эпизод: Hang Wire                         |
| 2013      | Надломленные                | Cracked                           | Идарис Джон/Мэлуго                  | эпизод: Faces                             |
| 2015      | Вызов                       | Defiance                          | Дос                                 | 3 эпизода в 3-м сезоне                    |
| 2013—2015 | Хемлок Гроув                | Hemlock Grove                     | шериф Майкл Шассо                   | Второстепенная роль                       |
| 2015      | В надежде на спасение       | Saving Hope                       | Аарон Дейвис                        | эпизод: Shine a Light                     |
| 2015—2016 | Флэш                        | Flash                             | доктор Томас Хьюитт/Токамак         | 3 эпизода в 2-м сезоне                    |
| 2016      | Корпорация                  | Incorporated                      | Мейсон                              | эпизод: Human Resources                   |
| 2017      | Правосудие Чикаго           | Chicago Juctise                   | Маршалл Мэттьюз                     | эпизод: Double Helix                      |
| 2017      | Медики Чикаго               | Chicago Med                       | Маршалл Мэттьюз                     | эпизод: Speak Your Truth                  |
| 2018      | Трагедия в Уэйко            | Waco                              | Уэйн Мартин                         | Второстепенная роль                       |
| 2018      | Выкуп                       | Ransom                            | Тодд Кендалл                        | эпизод: Anatomy of a Lost Cause           |
| 2015—2018 | 12 обезьян                  | 12 Monkeys                        | сержант Маркус Уитли                | Второстепенная роль                       |
| 2019      | Форс-мажоры                 | Suits                             | Лукас Ходжс                         | эпизод: Special Master                    |
| 2019      | Титаны                      | Titans                            | Уильям Уинтергрин                   | 5 эпизодов в 2-м сезоне                   |
| 2017—2021 | Американские боги           | American Gods                     | мистер Ибис                         | Второстепенная роль                       |
| 2021      | Закон и порядок. ОП         | Law & Order: Organized Crime      | заместитель Кристиан Гарланд        | эпизод: An Inferior Product               |
| 2019—2022 | Закон и порядок. Спецкорпус | Law & Order: Special Victims Unit | заместитель Кристиан Гарланд        | Второстепенная роль с 21-го по 23-й сезон |
| 2025      | Док                         | Doc                               | Рэнди Коулман                       | 2 эпизода в 1-м сезоне                    |